# Deuxième République (Tchécoslovaquie)
1er octobre 1938 – 15 mars 1939
(5 mois et 14 jours)
Entités précédentes :
- République tchécoslovaque (Première République)

Entités suivantes :
- Gouvernement provisoire tchécoslovaque
- Protectorat de Bohême-Moravie
- République slovaque
- Ukraine subcarpathique

Pour un article plus général, voir Histoire de la Tchécoslovaquie pendant la Seconde Guerre mondiale.
En Tchécoslovaquie, la Deuxième République (Druhá republika ou Druhá československá republika), officiellement nommée République tchécoslovaque, est le régime ayant dirigé le pays pendant la brève période qui suit les accords de Munich et précède l'invasion et la séparation, par le Troisième Reich, du reste du territoire tchécoslovaque. Bien que la Tchécoslovaquie continue d'appliquer la constitution de 1920, l'amputation territoriale du pays constitue un changement de facto. Le nom de Deuxième République est donc un nom d'usage.

## Les accords de Munich et la mise en place du nouveau régime
L'amputation du territoire du pays, qui perd notamment la région des Sudètes, le laisse pris en tenaille par le Troisième Reich, et pratiquement indéfendable. 
Le président de la République Edvard Beneš démissionne le 5 octobre et choisit l'exil ; après un intérim exercé par le général Jan Syrový, Emil Hácha est élu chef de l'État le 30 novembre.

## Pertes territoriales
La Bohême et la Moravie ont perdu environ 38 % de leur superficie. 
La Hongrie a annexé 11 882 kilomètres carrés à la lisière de la Slovaquie et sur le territoire de la Ruthénie. 
Le gouvernement doit gérer l'afflux de réfugiés tchèques ou slovaques et transfère des unités militaires en Slovaquie pour contrer les manœuvres sécessionnistes des nationalistes.

## Séparatisme slovaque
Le 6 octobre 1938, un accord est conclu pour former au sein d'une république fédérale un gouvernement autonome slovaque, dont Jozef Tiso prend la tête. Le 18 janvier 1939, les premières élections en Slovaquie donnent 98 % des voix au Parti du peuple slovaque de Tiso. En février, Vojtech Tuka, allié de Tiso, rencontre Adolf Hitler à Berlin et reçoit son soutien pour la formation d'un État slovaque indépendant. 
Le 22 février, Jozef Tiso en fait la proposition devant l'assemblée slovaque. Emil Hácha finit par déclarer la loi martiale : le 9 mars une intervention armée à Bratislava aboutit à la destitution de Tiso.
Reçu par Hitler, Tiso reçoit le soutien du Troisième Reich et proclame le 14 mars l'indépendance de la République slovaque.

## Disparition
Convoqué à Berlin par Hitler et Göring, le président tchécoslovaque Emil Hácha est alors informé de la prochaine intervention militaire du Reich et lui intime l'ordre de signer la capitulation de la Tchécoslovaquie, sous peine de bombardements sur Prague. 
N'ayant pas le choix face à la disproportion des forces et ne pouvant compter sur aucun soutien international, notamment pas sur celui du Royaume-Uni et de la France pourtant cosignataires des accords de Munich intervenus cinq mois auparavant, E. Hácha signe la capitulation dans les premières heures de la matinée du 15 mars. Les troupes allemandes pénètrent dans Prague sans rencontrer de résistance et l'armée tchécoslovaque est désarmée et démobilisée, mais de nombreux militaires, notamment de l'aviation, partent pour Londres par la Pologne et le Danemark ou par la Roumanie et les Balkans. La partie tchèque devient le protectorat de Bohême-Moravie, territoire autonome du Troisième Reich, dont E. Hácha demeure le président, mais soumis à l'autorité d'un commissaire du Reich. 
En octobre 1939, Edvard Beneš, en exil, fonde le Gouvernement provisoire tchécoslovaque, appuyé sur les restes de l'armée tchécoslovaque qui sera engagée dans la guerre mondiale aux côtés des Alliés.